# Rocky Mount (Virginia)
Rocky Mount es una localidad del Condado de Franklin, Virginia, Estados Unidos. Según el censo de 2000 tenía una población de 4.066 habitantes y una densidad de población de 342.0 hab/km².

## Demografía
Según el censo de 2000, había 4.066 personas, 1.698 hogares y 1.018 familias residiendo en la localidad. La densidad de población era de 342,0 hab./km². Había 1.796 viviendas con una densidad media de 151,1 viviendas/km². El 74,50% de los habitantes eran blancos, el 22,26% afroamericanos, el 0,27% amerindios, el 1,11% asiáticos, el 0,10% isleños del Pacífico, el 0,49% de otras razas y el 1,28% pertenecía a dos o más razas. El 1,67% de la población eran hispanos o latinos de cualquier raza.
Según el censo, de los 1.698 hogares en el 26,4% había menores de 18 años, el 40,2% pertenecía a parejas casadas, el 15,8% tenía a una mujer como cabeza de familia, y el 40,0% no eran familias. El 36,5% de los hogares estaba compuesto por un único individuo, y el 18,7% pertenecía a alguien mayor de 65 años viviendo solo. El tamaño promedio de los hogares era de 2,21 personas y el de las familias de 2,87.
La población estaba distribuida en un 21,4% de habitantes menores de 18 años, un 7,7% entre 18 y 24 años, un 25,2% de 25 a 44, un 22,1% de 45 a 64, y un 23,6% de 65 años o mayores. La media de edad era 42 años. Por cada 100 mujeres había 85,0 hombres. Por cada 100 mujeres de 18 años o más, había 81,1 hombres.
Los ingresos medios por hogar en la localidad eran de 26.927 dólares ($), y los ingresos medios por familia eran 38.688 $. Los hombres tenían unos ingresos medios de 30.947 $ frente a los 22.472 $ para las mujeres. La renta per cápita para la ciudad era de 16.207 $. El 14,1% de la población y el 16,6% de las familias estaban por debajo del umbral de pobreza. El 17,6% de los menores de 18 años y el 14,0% de los habitantes de 65 años o más vivían por debajo del umbral de pobreza.

## Geografía
Según la Oficina del Censo de los Estados Unidos, la localidad tiene un área total de 11,9 km², todos ellos correspondientes a tierra firme.